# Parque Natural de los Montes de Málaga

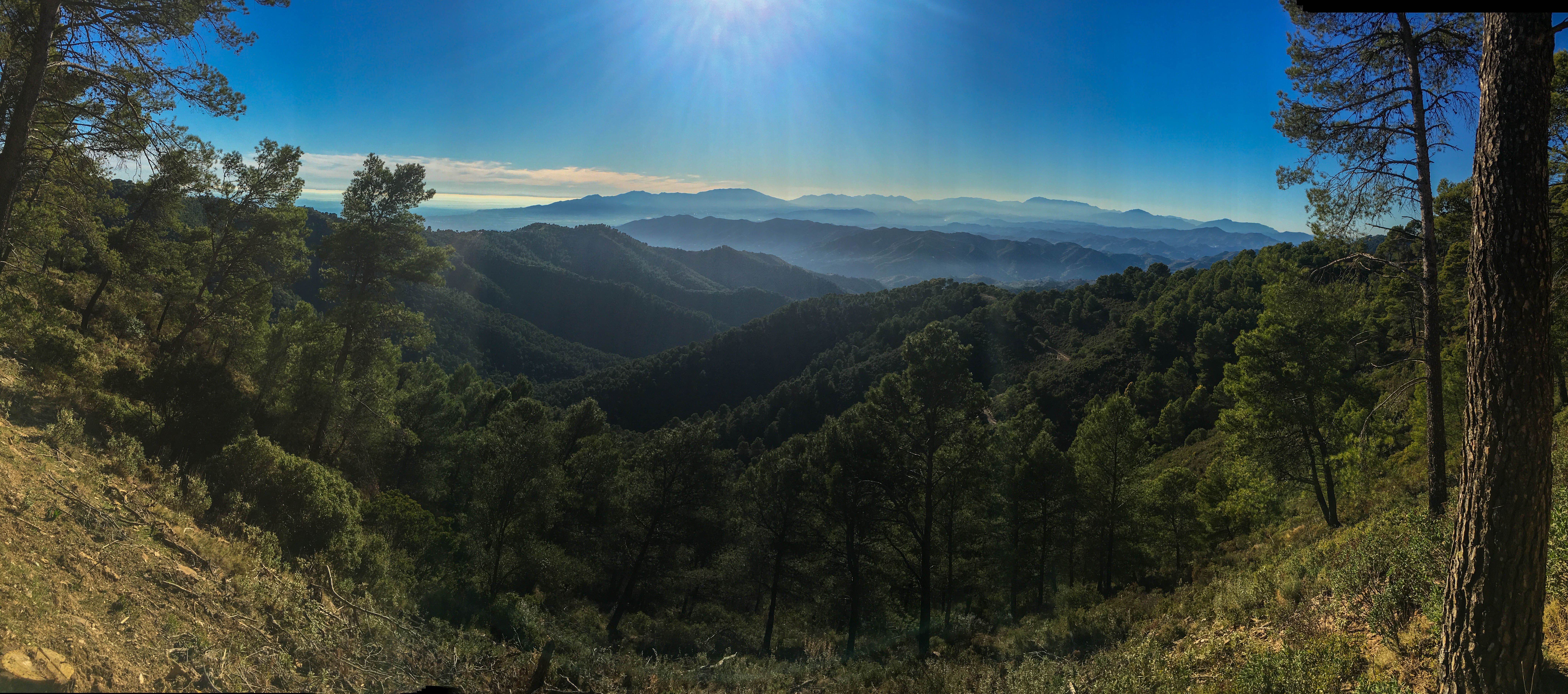
Montes de Malaga

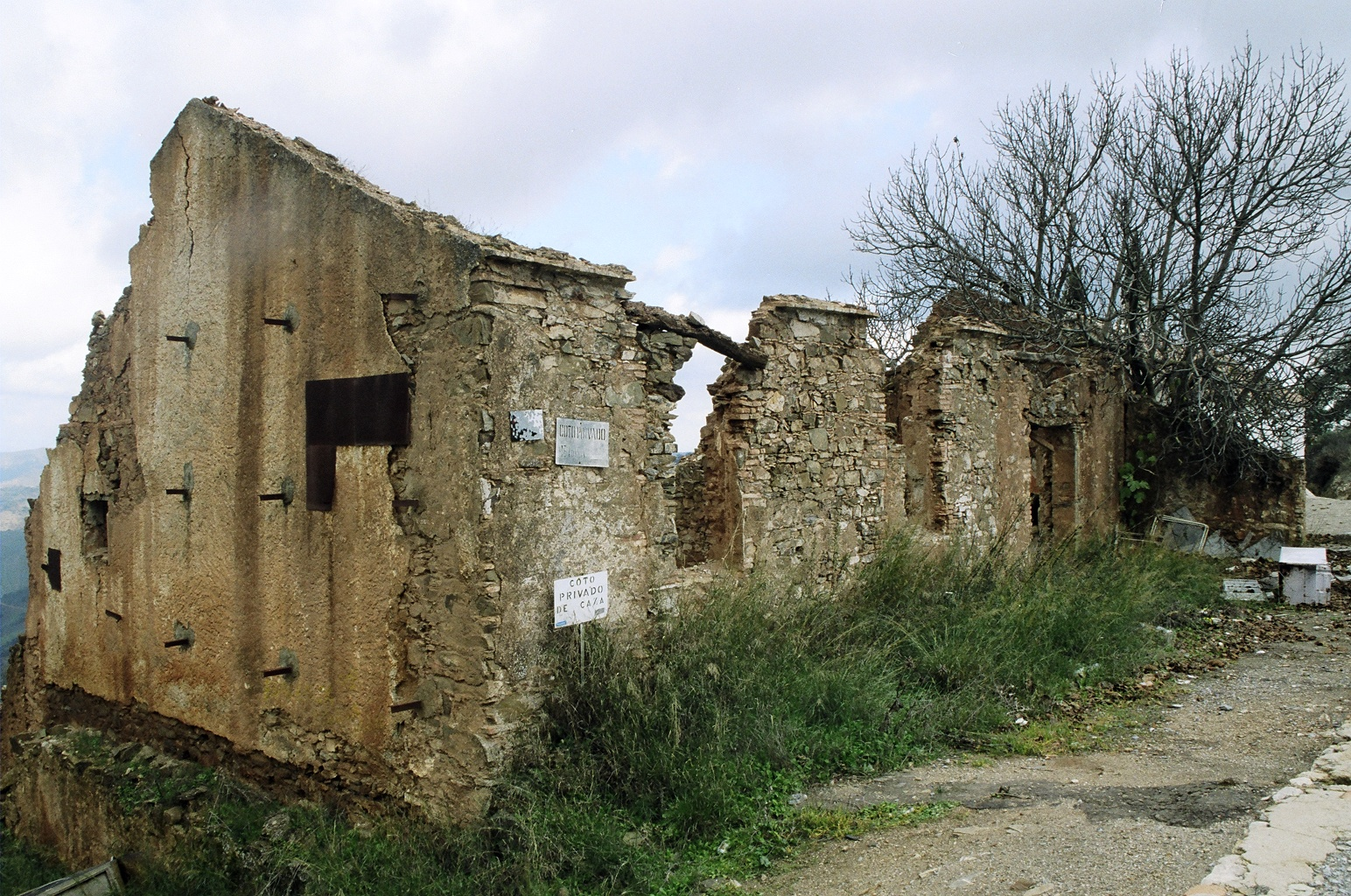
Vervallen huisje in de los Montes de Málaga

Het Parque Natural de los Montes de Málaga is een natuurgebied in de provincie Málaga in Andalusië.

## Ligging
Het gebied ligt ten noorden van de stad Málaga en wordt aan de oostzijde begrensd door de snelweg van Málaga naar Córdoba. Het gebied  wordt doorsneden door de rivier Guadalmedina. Er bevindt zich een landhuis, het Cortijo la Reina, dat nu in gebruik is als hotel.

## Geschiedenis
In de vijftiende eeuw werd begonnen met de ontbossing van het gebied, nadat het door katholieke koningen in 1487 werd veroverd. De verdeling van de gronden tussen de winnaars zorgde voor vervanging van de mediterrane bossen door culturen van wijngaarden, amandelbomen en olijfbomen.
De ontbossing resulteerde in erosie, het dichtslibben van de rivier en daardoor overstromingen, die in het nabijgelegen Málaga voor veel overlast zorgden.
Om deze overlast te beperken is een overlaat gebouwd en werd in de jaren dertig van de twintigste eeuw begonnen met herbebossing.
De junta van Andalusië voltooide deze geleidelijke ontwikkeling naar een natuurreservaat. Door de wet 2/89 van 18 juli 1989, werd het gebied tot natuurgebied verklaard. Het is nu een voorbeeld van herbebossing, waardoor het mediterrane bos weer wordt hersteld.

## Flora
Het natuurgebied bestaat uit een bergachtig terrein met hoogteverschillen tussen 100 en 1100 m. Het wordt vooral gekenmerkt door extreem steile berghellingen, hetgeen erosie bevordert.
De nabijheid van de Middellandse Zee zorgt voor zachte temperaturen en een grote vochtigheid. Hierdoor ontstaan, afhankelijk van de hoogte en de specifieke ligging verschillende microklimaten. Dit zorgt voor een grote variëteit in de flora met eiken, olijfbomen en pijnbomen.
In de eerste helft van de 20e eeuw werden voornamelijk carrascopijnbomen (ook aleppopijnboom of Pinus halepensis) geplant.
Al deze bomen kwamen in het gebied voor, voordat het in cultuur werd gebracht. Het telen van druiven komt nog slechts beperkt voor. Aan het einde van de 19e eeuw werden de wijngaarden door druifluis getroffen.

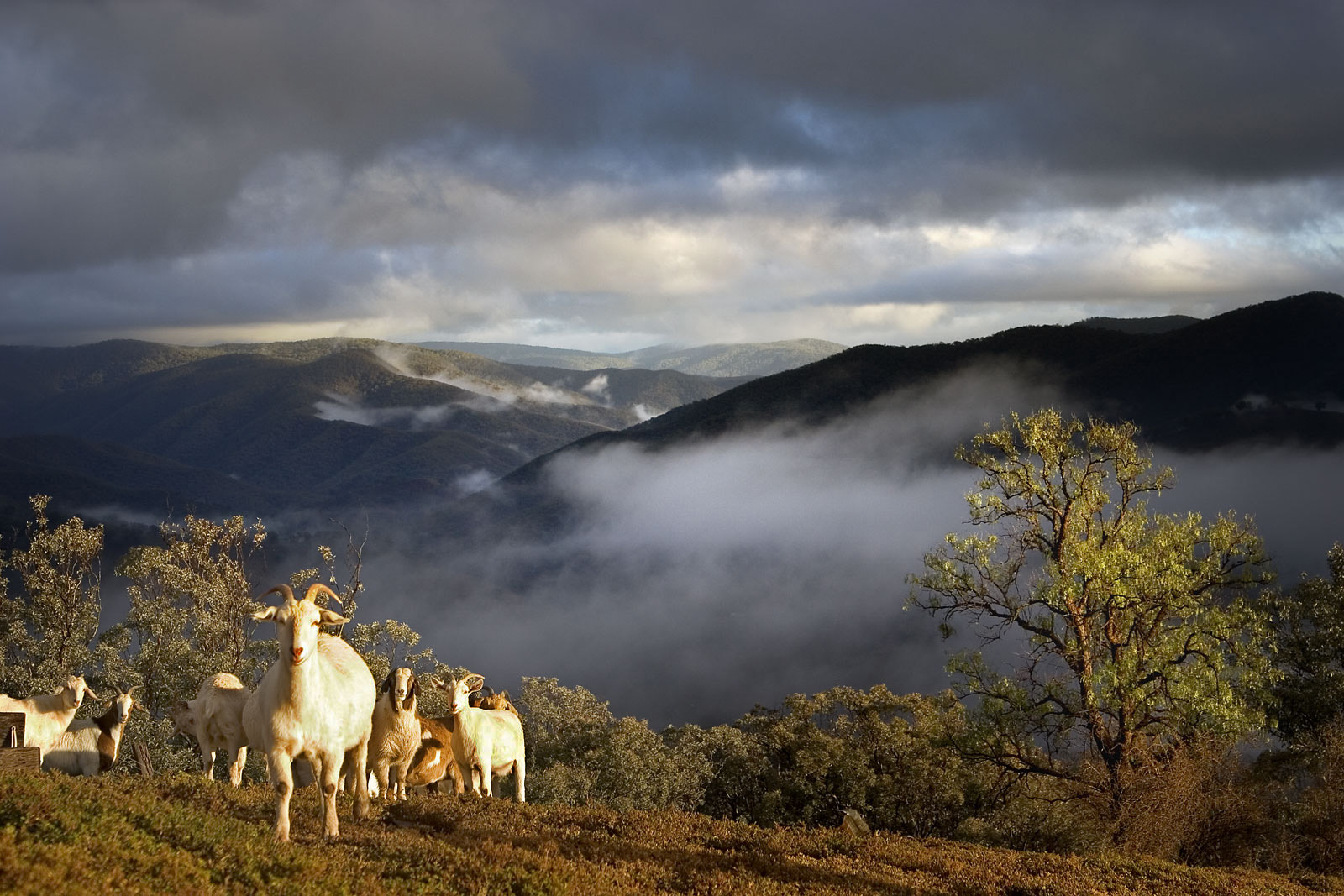
De belangrijkste bewoners

## Fauna
De belangrijkste bewoner van het gebied is de unieke cabra malagueña, een berggeit
De interessante fauna bestaat verder uit een aantal soorten die met uitsterven bedreigd zijn. Het gebied is een van de schaarse enclaves waarin de kameleon nog voorkomt. Ook zijn er wezels, bunzings, wilde katten, marters en everzwijnen. Vogels in het gebied zijn onder andere arenden, haviken, buizerds en uilen.